# Yucatáni lombgébics
A yucatáni lombgébics (Vireo magister) a madarak osztályának verébalakúak (Passeriformes) rendjébe és a lombgébicsfélék (Vireonidae) családja tartozó faj.

## Rendszerezése
A fajt Spencer Fullerton Baird amerikai ornitológus írta le 1871-ben, a Vireosylvia nembe Vireosylvia magister néven.

## Alfajai
- Vireo magister magister (S. F. Baird, 1871) - az alapfaj él az elterjedési terület legnagyobb részén, Mexikó délkeleti részén és Belize szárazföldi területein
- Vireo magister decoloratus (A. R. Phillips, 1991) - apró szigeteken honos Belize északi és középső része mentén
- Vireo magister stilesi (A. R. Phillips, 1991) - apró szigeteken honos Belize déli részén és Honduras északi részén
- Vireo magister caymanensis Cory, 1887 - Grand Cayman-sziget, a Kajmán-szigetek közül[2]

## Előfordulása
Mexikó, a Kajmán-szigetek, Belize és Honduras területén honos. Természetes élőhelyei a szubtrópusi és trópusi mangroveerdők, lombhullató erdők és cserjések, valamint másodlagos erdők. Állandó, nem vonuló faj.

## Megjelenése
Testhossza 15 centiméter.
|  |

## Életmódja
Főleg gyümölcsökkel táplálkozik.

## Természetvédelmi helyzete
Az elterjedési területe nagyon nagy, egyedszáma ugyan csökken, de még nem éri el a kritikus szintet. A Természetvédelmi Világszövetség Vörös listáján nem fenyegetett fajként szerepel.